# Guglielmo Andreoli, junior
Guglielmo Andreoli, junior (Mirandola (Emilia-Romagna), 9 de gener, 1862 – Mòdena (Emilia-Romagna), 26 d'abril, 1932), va ser un pianista, violinista i compositor italià.

## Biografia
Fill del mestre Evangelista Andreoli (1810-1875), va prendre el nom del seu germà gran, Guglielmo senior, que va morir molt jove dos anys abans del seu naixement. Un altre germà conegut va ser Carlo Andreoli.
Va rebre les seves primeres lliçons de piano i orgue del seu pare. A partir de 1876 va estudiar al Conservatori de Milà amb Polibio Fumagalli (orgue), Giovanni Rampazzini (violí) i Antonio Bazzini (composició).
Entre 1877 i 1887, va ajudar el seu germà Carlo a organitzar una sèrie de 96 concerts simfònics coneguts com a Concerts populars milanesos, que va dirigir tan bon punt es va graduar el 1883 amb només 21 anys. També va ser director de concerts simfònics a la Societat de Quartets de Milà i durant tres anys va ser la viola del Quartet Campanari fundat per Leandro Campanari.
Al conservatori de Milà va ensenyar harmonia, contrapunt i piano fins al 1927. Entre els seus alumnes recordem a Victor de Sabata i Luigi Picchi.
Andreoli va compondre una trentena d'obres, incloent una fantasia simfònica, dues obertures per a orquestra, rèquiem i altres partitures per a quartets de corda, piano i cant. El 1886 va posar música La Foglia de Giacomo Leopardi.
Andreoli va editar per a Casa Ricordi les reduccions italianes de les obres de Beethoven, Mendelssohn, Weber, Stephen Heller (són famosos els seus 25 estudis progressius per a piano, Op. 47), Ignaz Moscheles, Joachim Raff, Ludvig Schytte i Chopin. El 1898, juntament amb Edgardo Codazzi, va escriure un Manual d'Harmonia complet amb 763 exemples musicals i 210 exemples pràctics, «una obra informada pels criteris físics i experimentals d'Elmholtz i segons molts principis teòrics de Riemann, sense tenir en compte el càlcul. dels harmònics inferiors i la funció melòdico-harmònica descendent real del mode menor, en absolut contrast amb el ascendent del mode major"; el manual va tenir molt d'èxit i va ser reimprès i ampliat fins a la 13a edició. També va supervisar l'alliberament de la pedagogia musical italiana a nivell europeu de formació teòrica.
El 1903 va fundar l'Associació Italiana d'Amics de la Música a Milà, juntament amb Enrico Annibale Butti, Franco Da Venezia, Giuseppe Frugatta, Giacomo Oreffice i Angiolo Orvieto.
Es va casar amb Maria Gramigna.
L'escola de música Mirandola i la filharmònica de la ciutat porten el nom dels germans Carlo i Guglielmo junior Andreoli.

## Obres
- Manuale di armonia, coautor Edgardo Codazzi, Milano, Cogliati, 1898.